# Iptestal
Iptestal ist ein Weiler im Pfälzerwald, der zu Lambrecht gehört.

## Lage
Der Ort liegt im Elmsteiner Tal an der Gemarkungsgrenze zu Neustadt an der Weinstraße und Esthal am orographisch rechten Ufer des Speyerbach rund drei Kilometer südwestlich der Kernstadt. In unmittelbarer Nähe liegt die zur Ortsgemeinde Esthal gehörende Siedlung Erfenstein. Rund zwei Kilometer nordöstlich am linken Ufer des Speyerbachs befindet sich die ebenfalls zu Esthal gehörende Siedlung Sattelmühle. Südöstlich des Ortes erstreckt sich das namensgebende Iptestal, das teilweise auf Gemarkung einer Exklave des Neustadter Ortsbezirks Lachen-Speyerdorf liegt, ebenfalls südöstlich es Ortes befinden sich mit dem Schwarzen Felsen im Gewann Iptestaler Hang ein Naturdenkmal und der Gemeindewald Hambach.

## Geschichte
Am 8. Oktober 2016 wurde der Ort an das Gasnetz der Stadtwerke Lambrecht angeschlossen. Ein Jahr später fand die Sanierung der örtlichen Straße statt.

## Infrastruktur
Iptestal besteht lediglich aus wenigen Häusern und einer Straße, der Iptestalstraße. Vor Ort befindet sich ein Spielplatz. Obwohl Iptestal am 1909 eröffneten Kuckucksbähnels Lambrecht–Elmstein liegt, besaß der Ort nie einen eigenen Bahnhalt. Weiter südlich, bereits auf Neustadter Gemarkung, befindet sich die Burg Spangenberg.